# Oveta Culp Hobby
Pour les articles homonymes, voir Culp et Hobby.
 (mars 2025).
Si vous disposez d'ouvrages ou d'articles de référence ou si vous connaissez des sites web de qualité traitant du thème abordé ici, merci de compléter l'article en donnant les références utiles à sa vérifiabilité et en les liant à la section « Notes et références ».
La colonelle Oveta Culp Hobby, née le 19 janvier 1905 à Killeen (Texas) et morte le 16 août 1995 à Houston (Texas), est une femme politique américaine. Elle est la première secrétaire à la Santé, l'Éducation et la Santé publique entre 1953 et 1955 dans l'administration du président Dwight D. Eisenhower. Elle a aussi été la première commandante du Women's Army Corps et présidente du conseil d'administration du journal Houston Post.

## Biographie

### Enfance, études, mariage et premier emploi
Oveta Culp naît à Killeen, dans l'État américain du Texas. Elle obtient un diplôme de premier cycle à l'université de Mary Hardin–Baylor (en) et un diplôme en droit de l'université du Texas à Austin, en 1925. Après ses études, elle sert en tant que parlementaire de la Chambre des représentants du Texas. En 1931, elle épouse William P. Hobby (en), l'ancien gouverneur du Texas et éditeur du Houston Post Houston : elle y obtient un poste de rédactrice.

### Carrière militaire

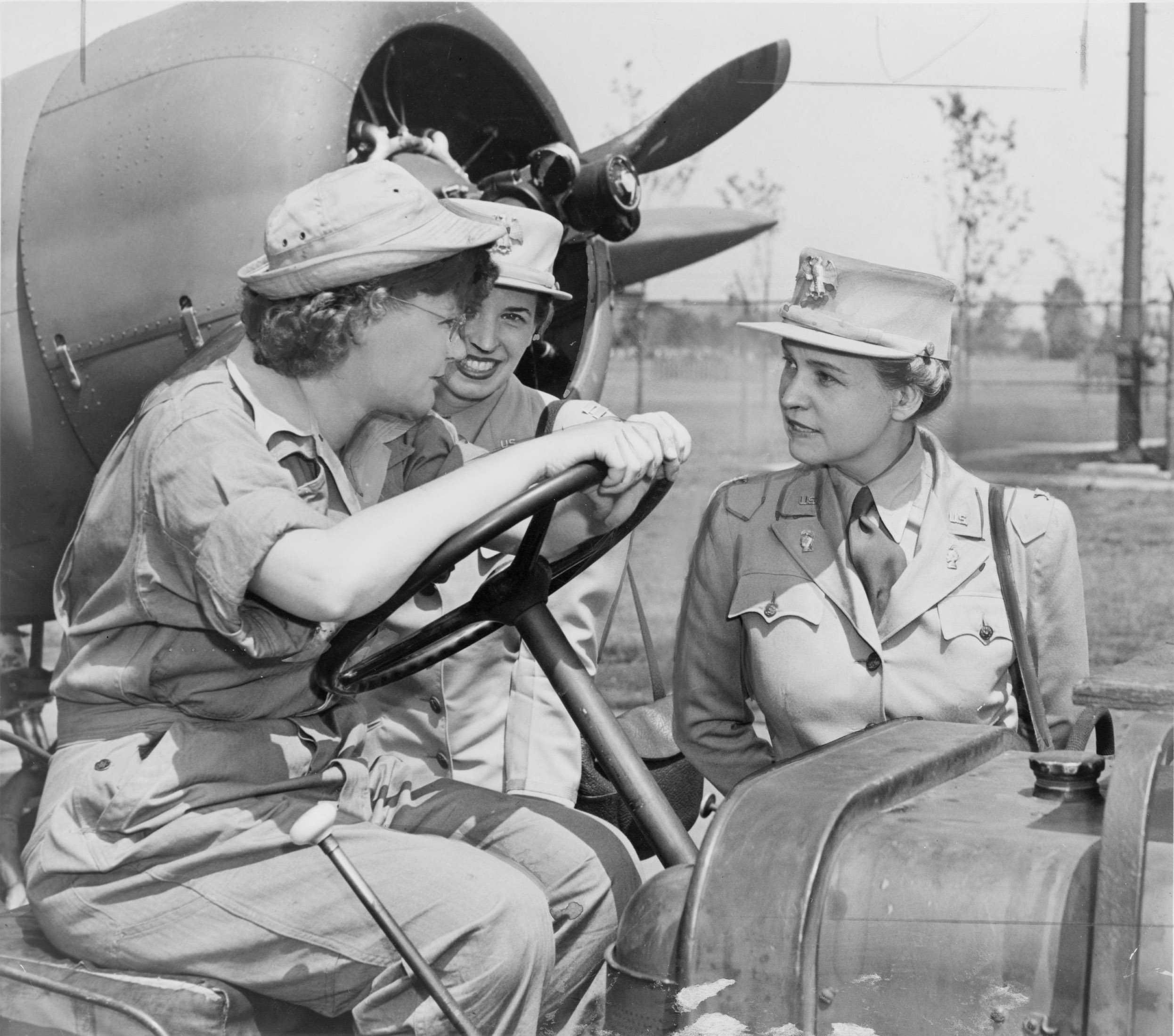
Oveta Culp Hobby (à droite), pendant la Seconde Guerre mondiale.

Au cours de la Seconde Guerre mondiale, elle dirige la section féminine du département de la Guerre (War Department's Women's Interest Section) pendant une courte période, puis devient commandante du corps auxiliaire féminin de l'armée (Women's Army Auxiliary Corps) plus tard connu sous le nom de Women's Army Corps (WAC), créé pour combler les lacunes laissées par une pénurie d'hommes. Les membres du WAC sont les premières femmes américaines autres que les infirmières à disposer d'un uniforme. Elle obtient le grade de colonel et a reçoit la Army Distinguished Service Medal, en récompense de ses efforts fournis pendant la guerre. Elle est la première femme de l'armée de recevoir ce prix.

### Carrière politique
Le président Dwight D. Eisenhower la nomme à la tête de l'Agence fédérale de sécurité (Federal Security Agency), un poste qui n'appartient pas au Cabinet présidentiel mais qui permet néanmoins d'assister aux réunions de ce-dernier. Elle prend la décision de légaliser le vaccin contre la polio mis au point par Jonas Salk. Le 11 avril 1953, elle devient la première secrétaire (et par conséquent la première femme) du nouveau département créé par le président Dwight Eisenhower, le département de la Santé, de l'Éducation et des services sociaux (qui deviendra en 1975 le département de la Santé et des Services sociaux). C'est ainsi la deuxième fois qu'elle est nommée à une nouvelle administration gouvernementale.
Elle reprend la direction du journal de son mari, le Houston Post, alors que celui-ci contracte des problèmes de santé. Elle sert ensuite à des postes de conseillère auprès de diverses institutions. En 1984, elle reçoit un doctorat honoris causa de l'université de Houston.

### Décès et postérité
Elle meurt d'un accident vasculaire cérébral en 1995, à Houston, et est enterré au cimetière de Glenwood.
Son fils, William P. Hobby, Jr. (en) est lieutenant-gouverneur du Texas de 1973 à 1991. Sa fille Jessica est l'épouse de Henry E. Catto, Jr. (en), ancien ambassadeur américain au Royaume-Uni. Son petit-fils, Paul Hobby, perd de justesse l'élection au poste contrôleur du Texas, lors des élections générales de 1998.

## Dans les médias
- Elle fait la couverture du magazine Time, le 17 janvier 1944.

## Hommage
- Elle est inscrite au National Women's Hall of Fame.